# Capitonius tricolor
Capitonius tricolor är en stekelart som först beskrevs av Günther Enderlein 1920.  Capitonius tricolor ingår i släktet Capitonius och familjen bracksteklar. Inga underarter finns listade.